# Stadtmauern von Seoul

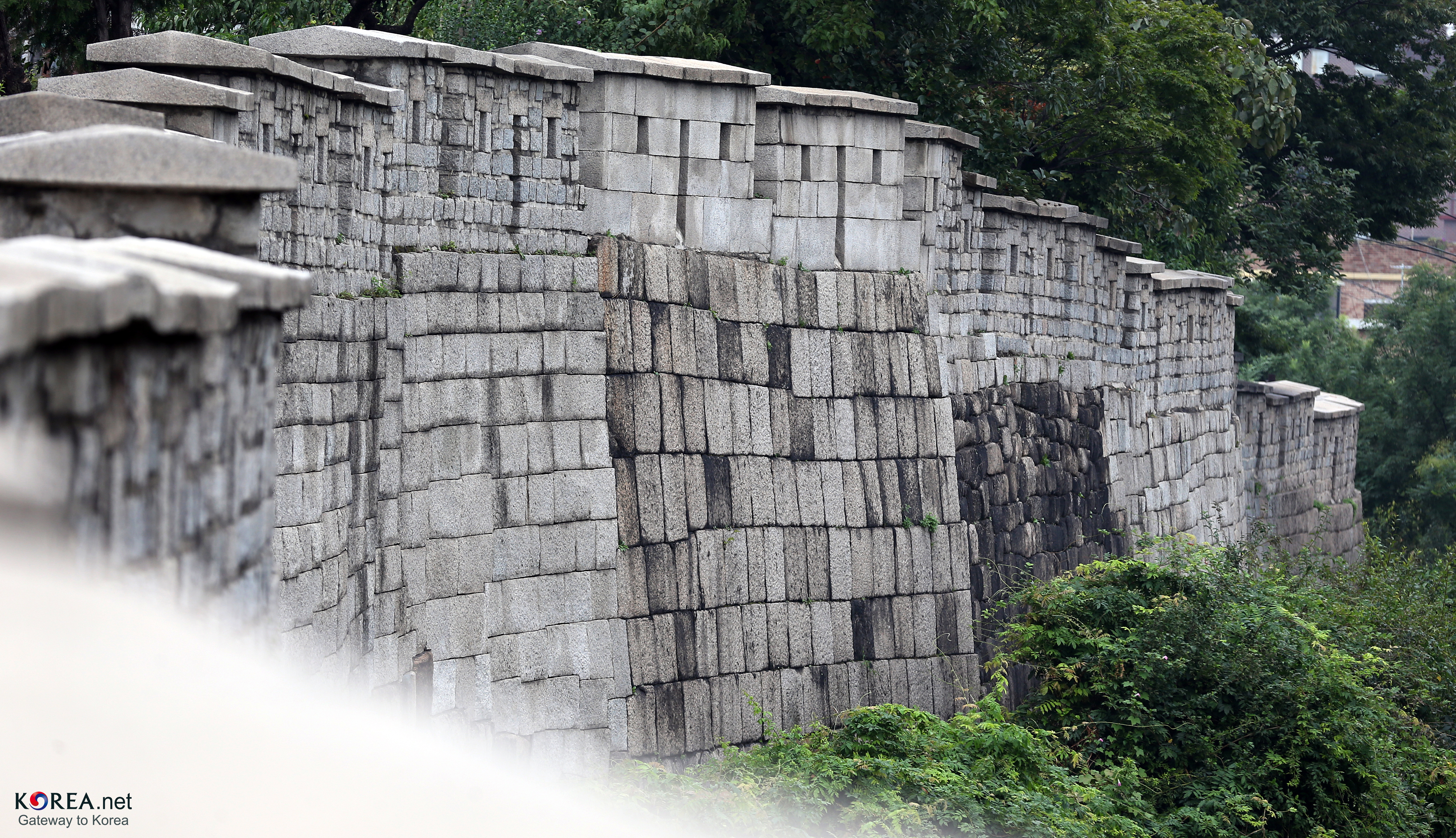
Teil der Stadtmauer von Seoul

Die als Stadtmauern von Seoul bekannten und im Koreanischen Hanyangdoseong (한양도성) genannten Mauern sind Überreste der Stadtbefestigung der ehemaligen Stadt Hanyang (한양) aus der Zeit der Joseon-Dynastie (1392–1910).

## Geographie
Die Stadtmauern von Seoul hatten ursprünglich eine Länge von etwa 19 km und wurden entlang der Bergkämme der vier innerstädtischen Berge Baegaksan (배각산), Naksan (낙산), Namsan (남산) und Inwangsan (인왕산) errichtet. Neben den teilweise noch existierenden Stadtmauern sind acht ihrer Stadttore noch erhalten, das Heunginjimun (흥인지문) als das östliche Tor, das Donuimun (돈의문) als das westliche Tor, das Sungnyemun (숭례문) als das südliche Tor und das Sukjeongmun (숙정문) als das nördliche Tor, die zusammen als Haupttore gelten, und die vier Nebentore Souimun (소의문) im Südwesten, Changuimun (창의문) im Nordwesten, Hyehwamun (혜화문) im Nordosten und Gwanghuimun (광희문) im Südosten.

## Geschichte
Als König Taejo (태조) die Joseon-Dynastie begründete, machte er Hanyang zur Hauptstadt seines Reiches und ließ zur Sicherung und Verteidigung der Stadt Stadtmauern mit Stadttoren, Bastionen und Erdhügeln für Signalfeuer errichten. Die Stadtmauern wurden im Jahr 1395 errichtet und 1421 unter der Herrschaft von König Sejong (세종대왕) erneuert und als Steinmauer ausgeführt. Weitere Arbeiten und Ausbauten an der Mauer fanden 1704 unter der Herrschaft des Königs Sukjong (숙종) statt und zuletzt unter der Herrschaft des Königs Gojong (고종 광무제) im Jahre 1869. Die unterschiedlichen Konstruktionstechniken und verwendeten Steine der unterschiedlichen Epochen sind in den Stadtmauern noch zu erkennen.
Während von den vier Stadttoren das Sungnyemun bereits Ende des 14. Jahrhunderts errichtet wurde, stammen die restlichen aus dem 19. Jahrhundert. Die Hügel mit den Signalfeuern wurden 1394 errichtet und wurden noch bis 1894 genutzt. Zu den Mauern zählen noch fünf sogenannte Wassertore, im Koreanischen als Ogansumun (오간수문) bezeichnet. Sie waren an den innerstädtischen, ostwärts fließenden Flüssen installiert.

## Schutzwürdiges Kulturgut
Von den ursprünglichen etwa 19 km langen Stadtmauern wurde im Jahr 1963 von der koreanischen Regierung ein 12 km langer Abschnitt mit einer Gesamtfläche von 664 m2 als historisch bedeutsamer Ort registriert. Im Jahr 2012 ließ die Regierung die Stadtmauern bei der UNESCO in die sogenannte Tentativliste eintragen und unterstrich damit ihren Willen, die Stadtmauern als Weltkulturerbe eintragen zu lassen.

Stadtmauern von Seoul
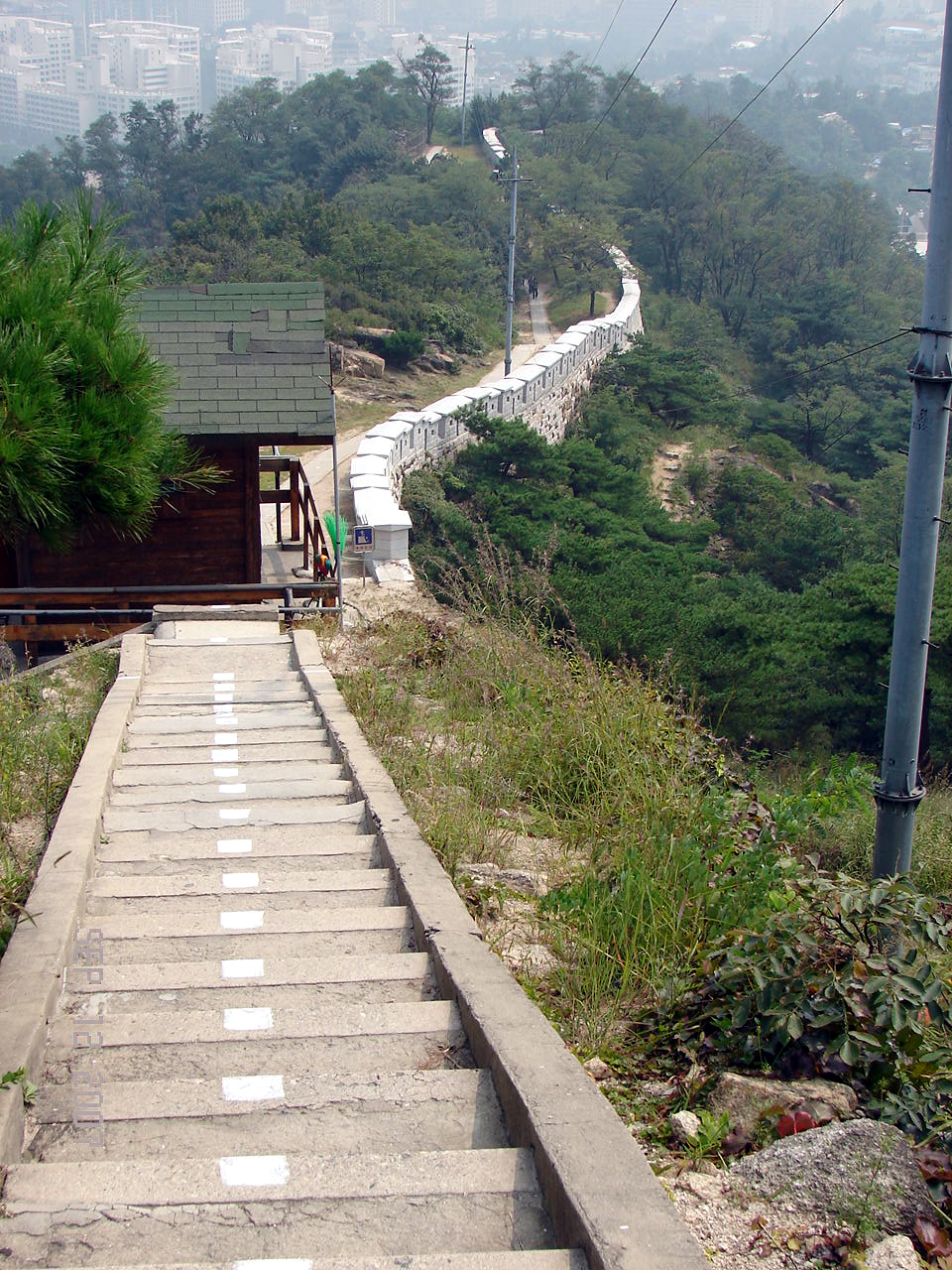
Teil der Stadtmauer am Berg Inwangsan
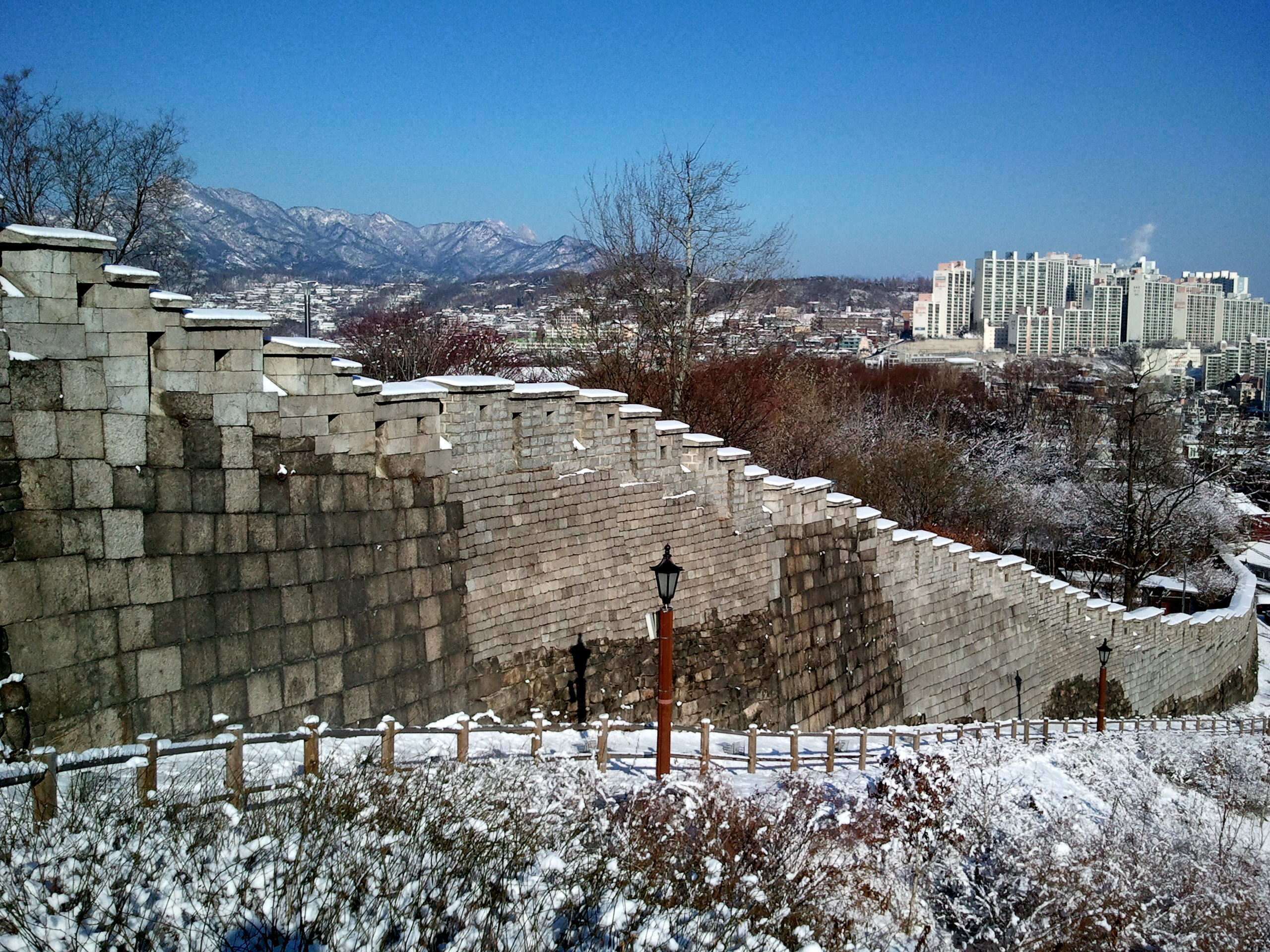
Stadtmauer in Winterlandschaft
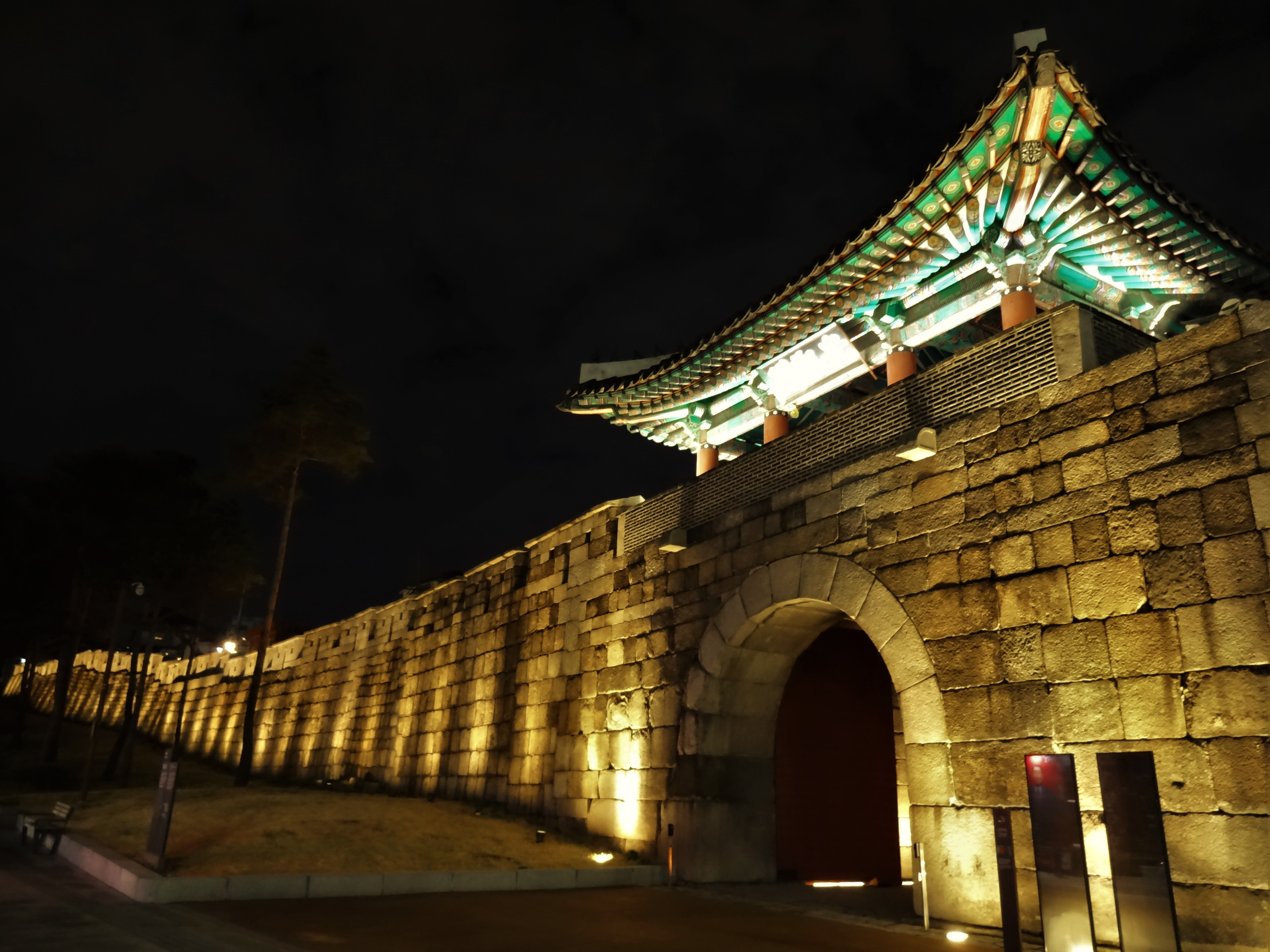
Das Gwanghuimun-Tor bei Nacht
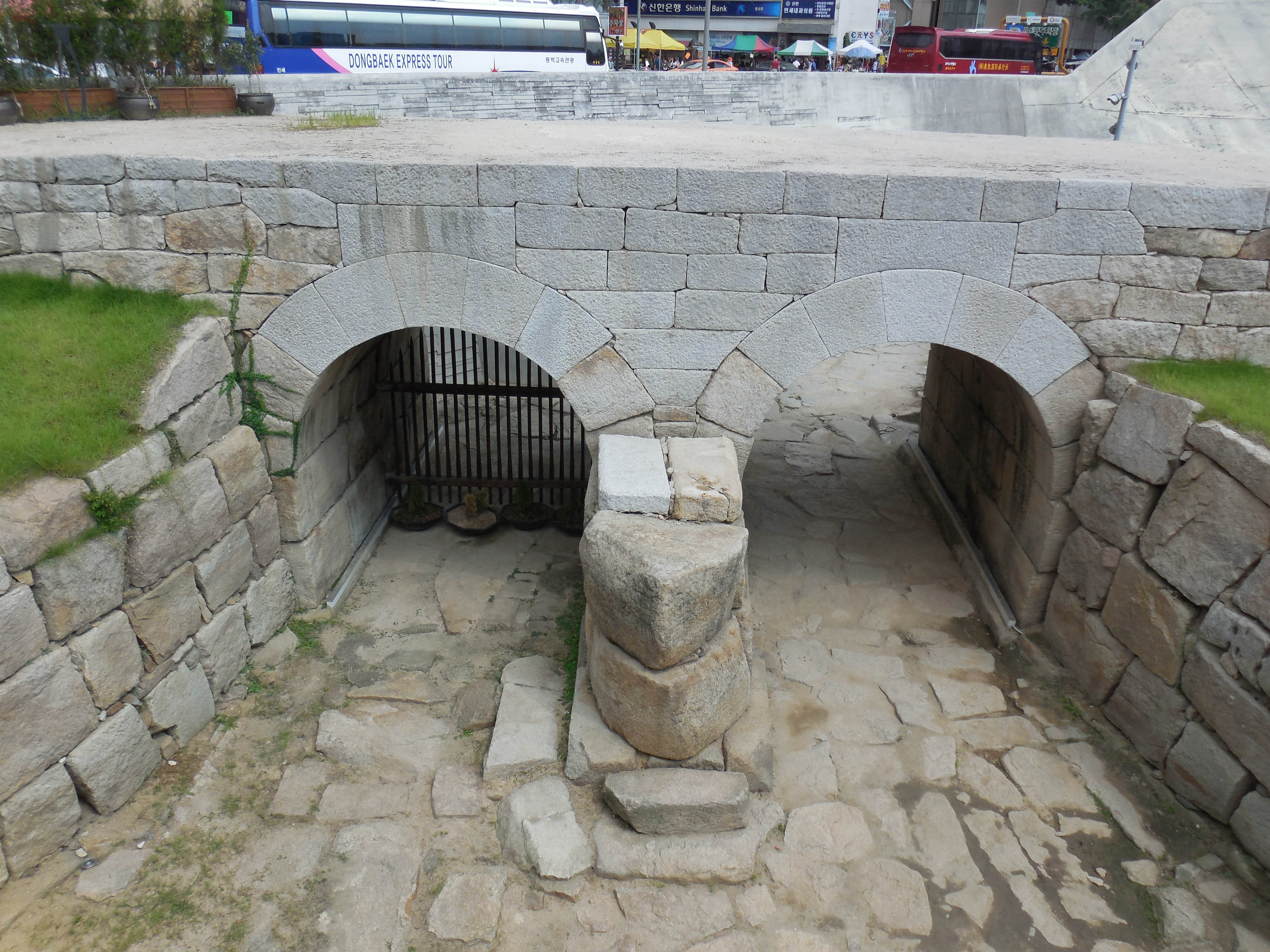
Igansumun, ein Wassertor der Stadtmauer